# Copa Río Branco
A Copa Río Branco vagy Río Branco kupa egy labdarúgókupa volt Brazília és Uruguay válogatottjai között. 1931 és 1976 között 10 alkalommal került megrendezésre.

## Kupadöntők
| Év   | Győztes            | Második  | Eredmény    | Helyszín                  |
| ---- | ------------------ | -------- | ----------- | ------------------------- |
| 1931 | Brazília           | Uruguay  | 2–0         | Rio de Janeiro            |
| 1932 | Brazília           | Uruguay  | 2–1         | Montevideo                |
| 1940 | Uruguay            | Brazília | 4–3 1–1     | Rio de Janeiro            |
| 1946 | Uruguay            | Brazília | 4–3 1–1     | Montevideo                |
| 1947 | Brazília           | Uruguay  | 0–0 3–2     | São Paulo Rio de Janeiro  |
| 1948 | Uruguay            | Brazília | 1–1 4–2     | Montevideo                |
| 1950 | Brazília           | Uruguay  | 3–4 3–2 1–0 | São Paulo Rio de Janeiro  |
| 1967 | Brazília · Uruguay |          | 0–0 2–2 1–1 | Montevideo                |
| 1968 | Brazília           | Uruguay  | 2–0 4–0     | São Paulo Rio de Janeiro  |
| 1976 | Brazília           | Uruguay  | 2–1 2–1     | Montevideo Rio de Janeiro |

*H.u. – Hosszabbítás után

### Győzelmek száma
| Csapat   | Győzelmek | Győztes évek                             |
| -------- | --------- | ---------------------------------------- |
| Brazília | 7         | 1931, 1932, 1947, 1950, 1967, 1968, 1976 |
| Uruguay  | 4         | 1940, 1946, 1948, 1967                   |